# Morris Cowley
Morris Cowley est un nom qui fut donné à diverses voitures produites par Morris entre 1915 et 1958.

## Morris CowleyBullnose(1915)
La Continental Cowley, présentée à la presse en avril 1915, avait un plus grand moteur (1 495 cm3 contre 1 018 cm3), et était une version plus longue, plus large et mieux équipée de la première Morris Oxford avec le même radiateur arrondi appelé "Bullnose" (nez de taureau), qui pouvait recevoir une carrosserie lui permettant de transporter quatre passagers. Pour réduire le prix, de nombreux composants furent achetés auprès de fournisseurs aux États-Unis. Le moteur quatre cylindres de 1 495 cm3 à soupapes latérales était fabriqué par Continental Motor Manufacturing Company de la ville de Détroit, et l'embrayage et la boîte à trois vitesses par Detroit Équipement & Machine Co. Le pont arrière, l'essieu avant et la direction venaient aussi des États-Unis. La fourniture de ces composants a été rendue difficile par la Première Guerre mondiale. La suspension utilisait des ressorts à lames semi-elliptiques à l'avant et trois quarts elliptiques à l'arrière.
La position centrale du frein à main et la boule du levier de changement de vitesse central révélaient l'origine américaine de la boîte de vitesses. Ils facilitaient l'entrée par la porte du conducteur et évitaient le froid de l'acier contre la jambe du pilote. Le réservoir d'essence était dans l'habitacle et son orifice de remplissage était au-dessus du levier de vitesse, au centre de la planche de bord.
Les essieux arrière américains furent les premiers à pas hélicoïdaux sur une voiture britannique produite en quantité.
L'éclairage électrique était standard. C'était la première voiture Morris à être vendue avec cet équipement. Il y avait cinq lampes Lucas de 6 volts alimentées par une dynamo à courroie fixée au moteur par sa culasse. Le coût de ces quelques composants électriques valait 59 % du coût de l'importation du moteur. La camionnette de livraison n'était pas fournie avec l'éclairage électrique.

### Plus chère que l'Oxford
Il n'y a pas d'austérité pour les Cowley, bien que les premières étaient légèrement moins chères que les Oxford. Les sièges étaient couverts de cuir véritable boutonné en forme de diamant et maintenu par des finitions en acajou, et une porte pour le conducteur. Les garde-boues sont noirs et la carrosserie est d'un brun chocolat. La Cowley n'est pas devenue une Oxford simplifiée avant 1919.

### La loi McKenna
Bien que d'abord présentée à la presse en avril 1915, la nouvelle voiture n'a pas été disponible avant la fin de l'été de cette année, juste au moment où le gouvernement imposa soudainement la loi McKenna, une taxe de luxe de 33 % sur les importations, mais la demande pour les Cowley semblait ignorer la hausse des prix.
| Cowley à moteur Continental | 1915 | 1916 | 1917 | 1918 | 1919 | 1920 |
| --------------------------- | ---- | ---- | ---- | ---- | ---- | ---- |
| voitures produites          | 161  | 684  | 125  | 198  | 281  | 1    |

source
La dernière Continental Cowley a été assemblée en 1920 afin de finir le stock de moteurs. Trois mille moteurs avaient été expédiés à Morris, mais plus de la moitié furent perdus par l'action de l'ennemi lors de la traversée de l'Atlantique, laissant environ 1 500 ensembles de pièces de châssis invendus. De plus récentes recherches suggèrent qu'il ait pu n'y avoir qu'un seul envoi d'environ 150 moteurs perdu par action de l'ennemi, et que les commandes suivantes furent annulées.

### Conçue pour la production de masse
Les excellentes conception automobile et techniques de production américaines firent de la première Cowley un grand succès. Les voitures étaient bien conçues pour la production en quantité lorsque Morris l'entama dans les années 1920 et leur ingénierie de haute qualité créa une réputation de fiabilité et de résistance aux usages les plus abusifs.

## Morris CowleyBullnose(1919)
La Cowley de 1919 avait un moteur fabriqué par la branche Britannique du français Hotchkiss, qui était essentiellement une copie du Continental du début, qui n'était plus fabriqué. C'était le modèle de base de l'autre voiture de la gamme Morris de l'époque, l'Oxford, qui utilisa le même 1,5 L de 26 ch jusqu'en 1923, proposant aussi une sellerie de cuir et un éclairage électrique sur la version de luxe.
Morris acquit les intérêts Britanniques de Hotchkiss en 1923 et les renomma Morris engines branch.

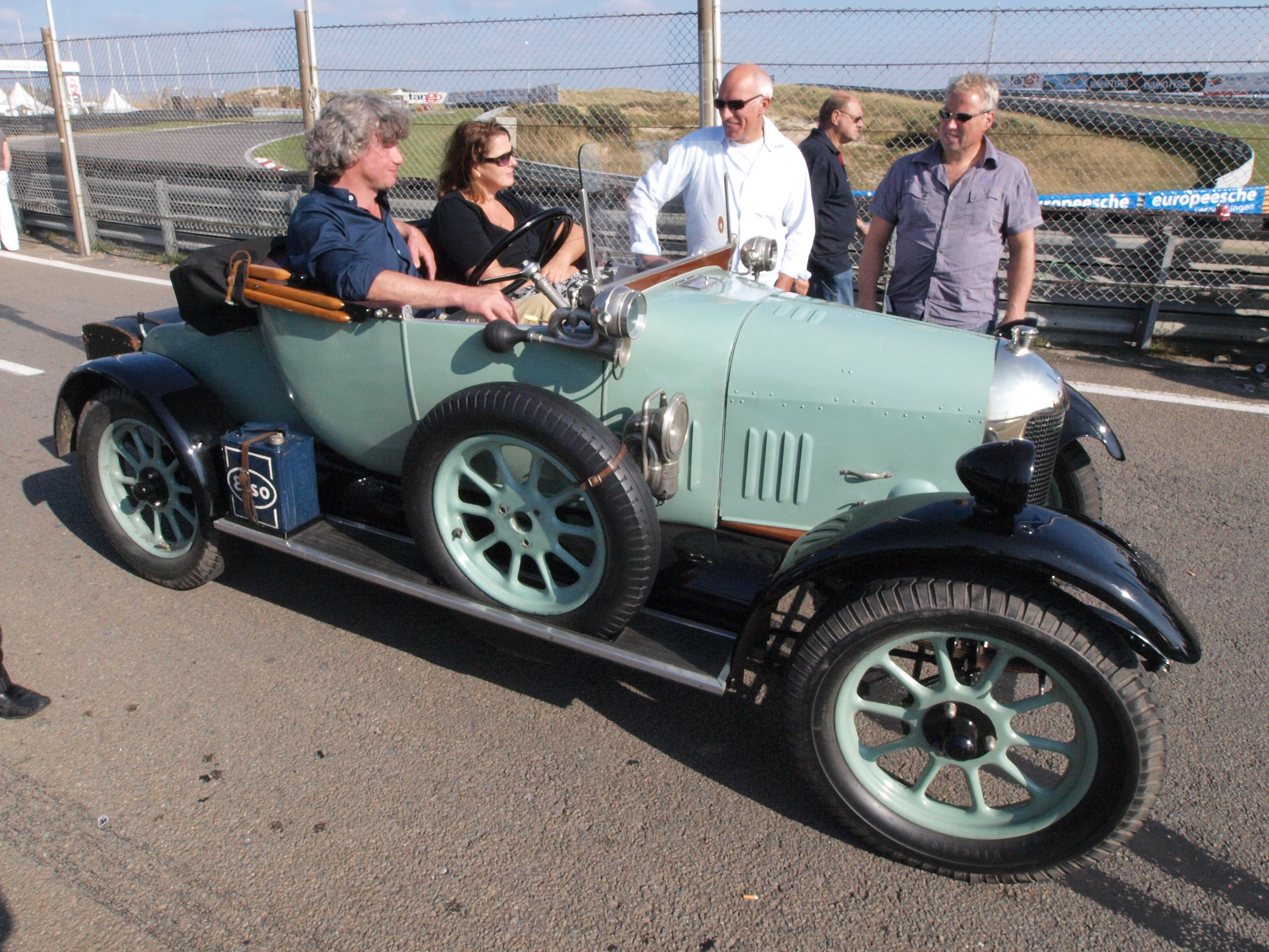
Ouverte à deux places vers 1922
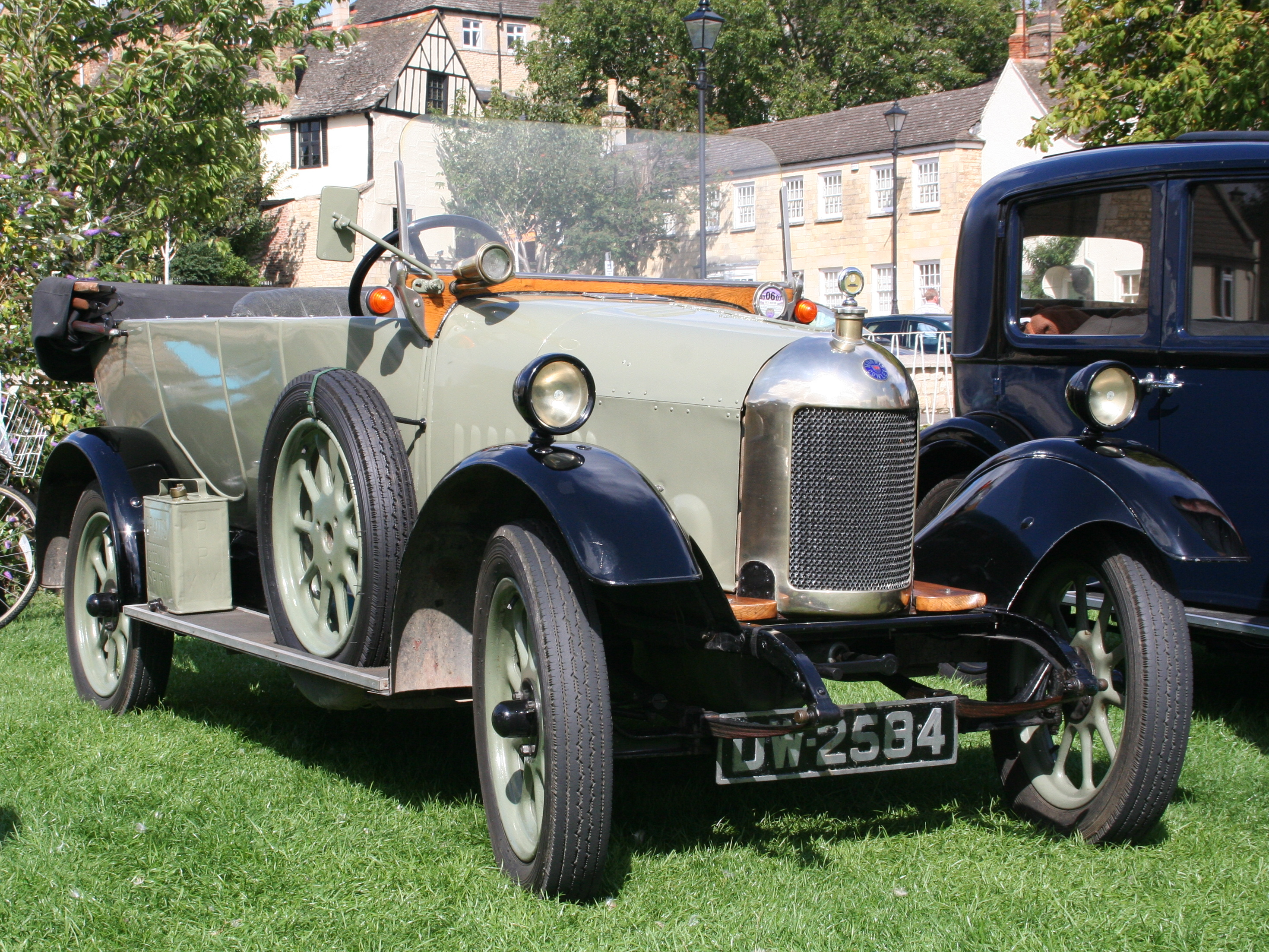
Randonneuse Quatre portes enregistrée le 7 mars 1922
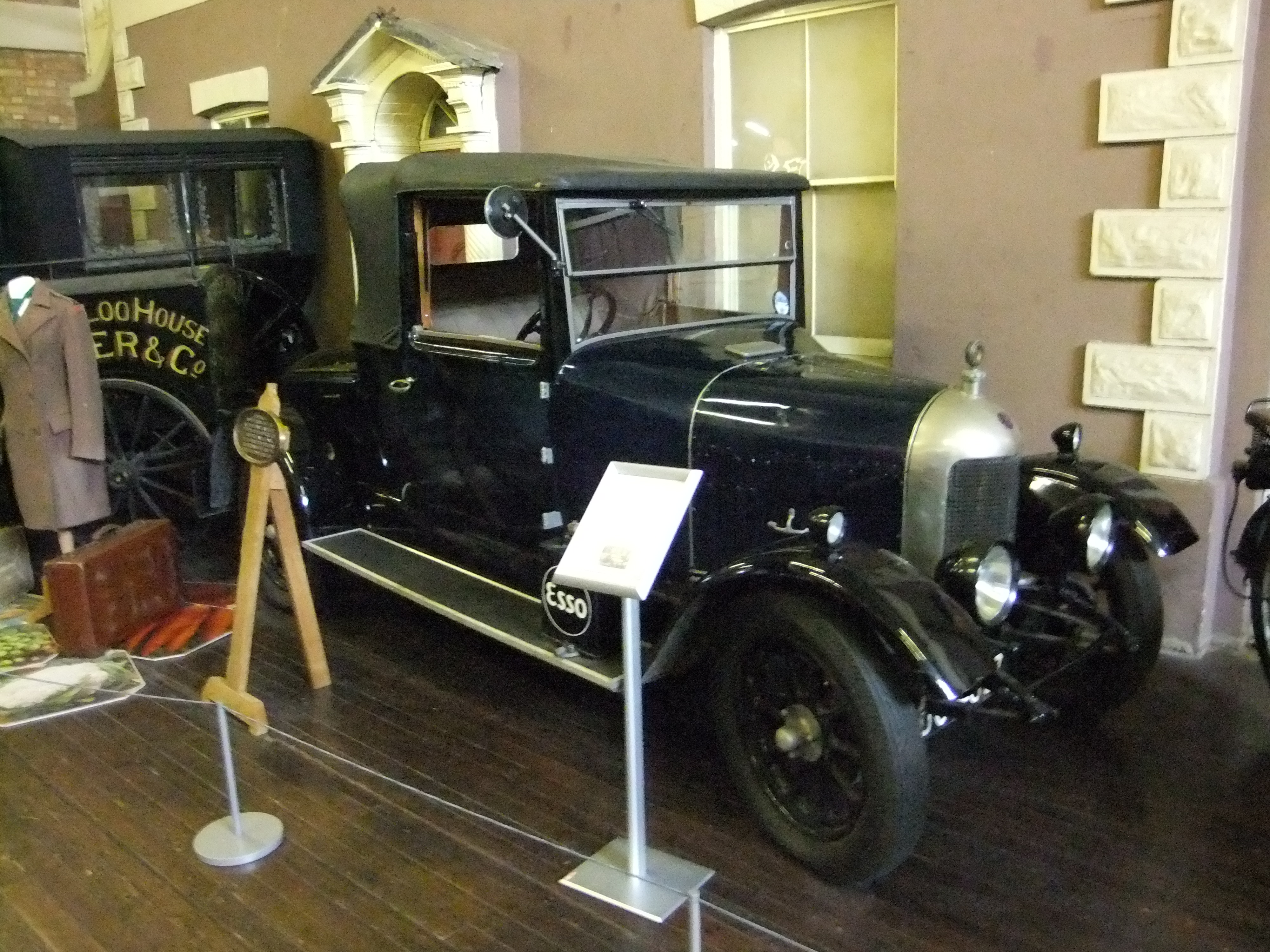
Drophead coupé vers 1922
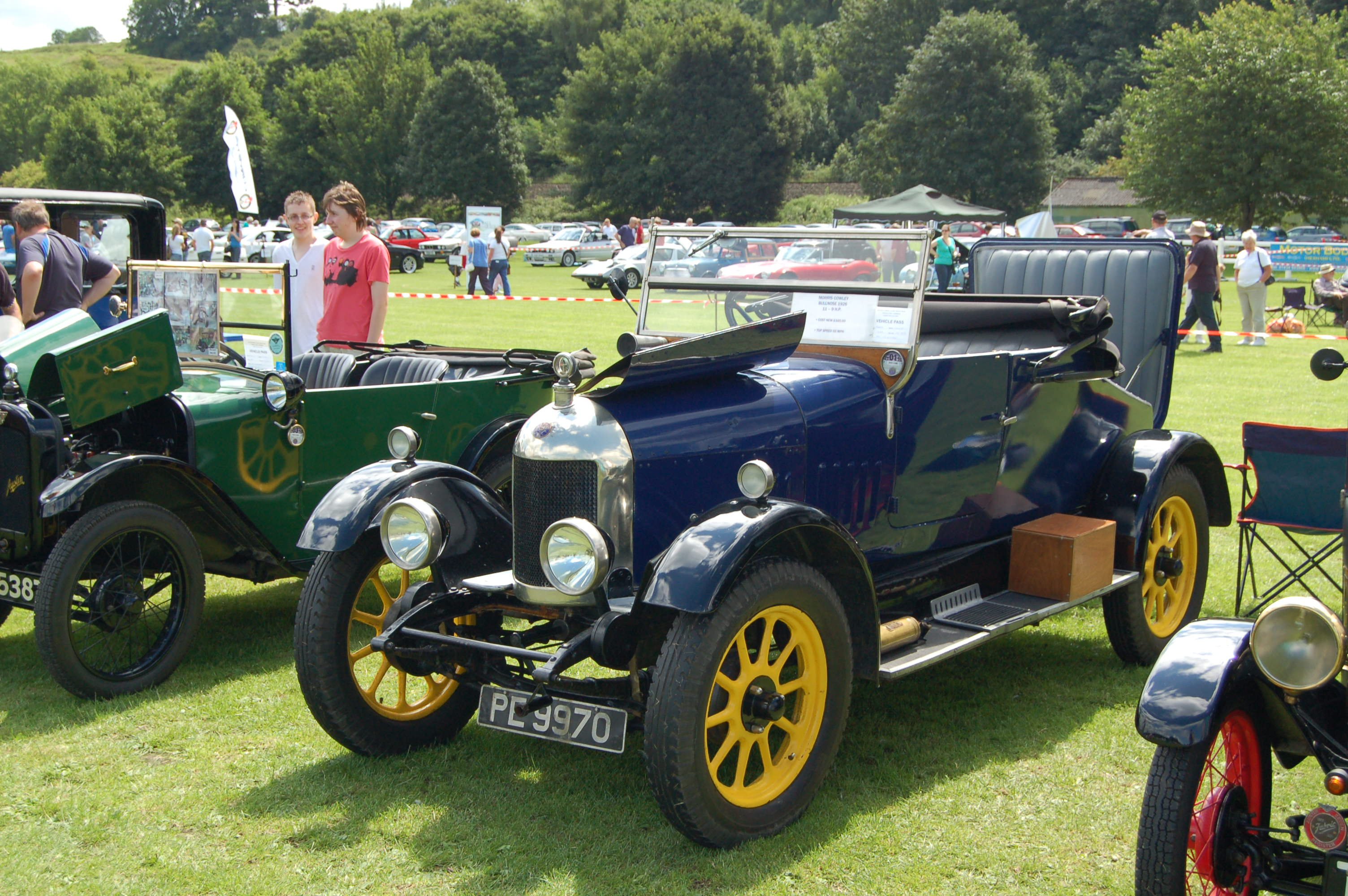
Deux places avec Siège de Coffre
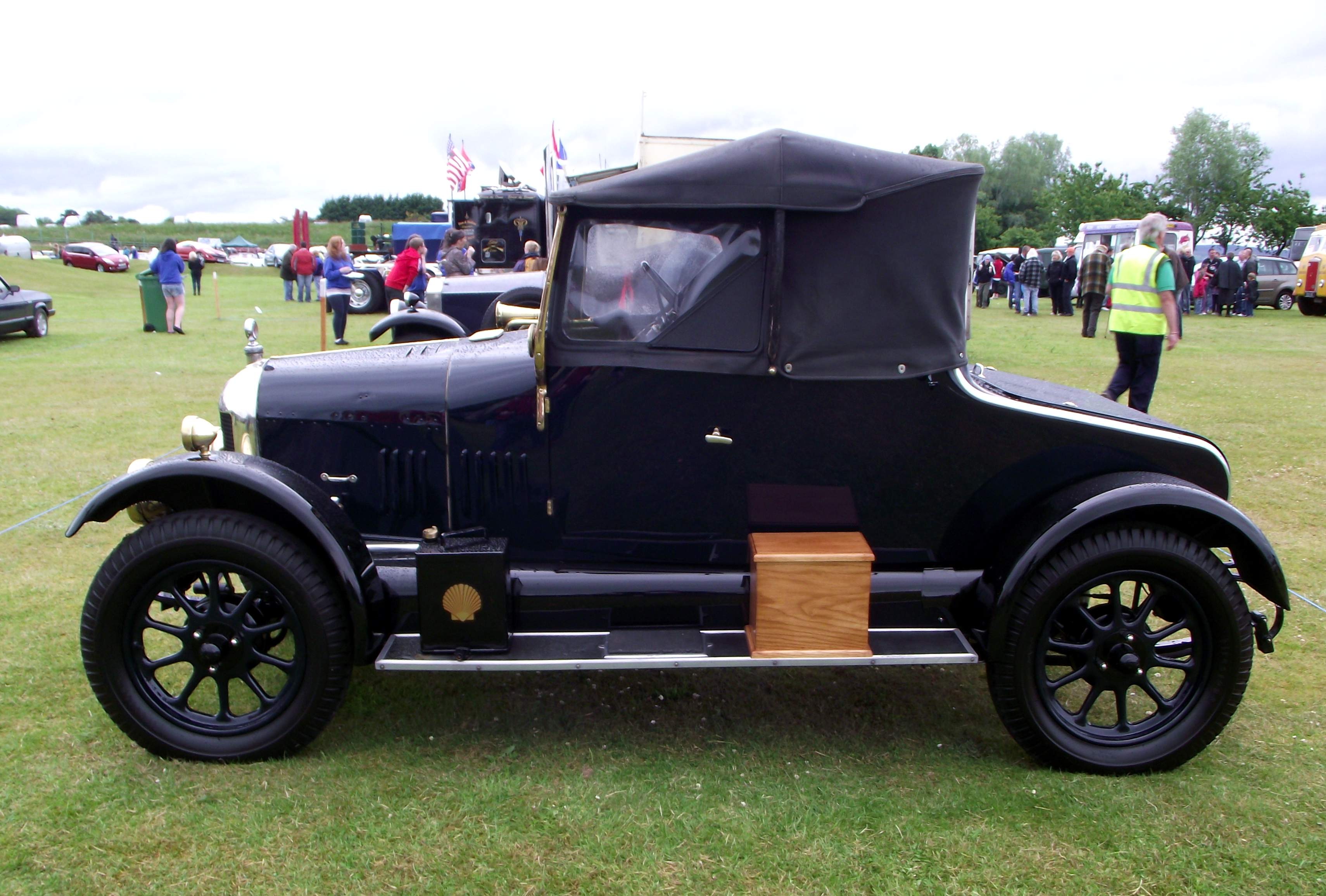
La même avec le siège de coffre fermé
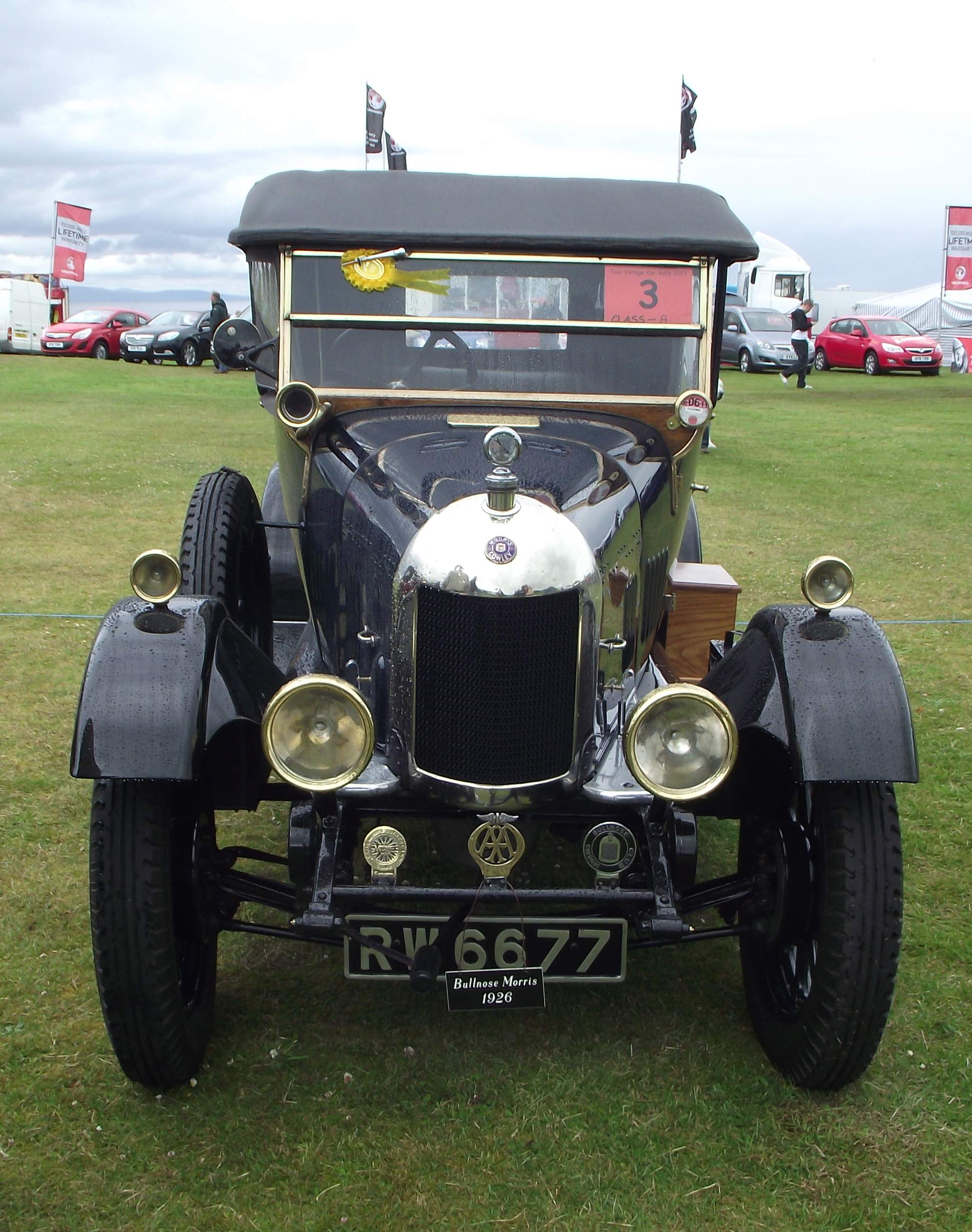
Cowley étroit, arrondi

## Morris CowleyFlatnose(1926-1931)
Le radiateur Bullnose fut remplacé par un plus classique radiateur plat sur les nouvelles voitures annoncées le 11 septembre 1926, ainsi que des portes de chaque côté et une liste d'accessoires plus fournie en standard. Toutes les carrosseries en acier deviennent disponibles. Les moteurs sont restés les mêmes, mais la Cowley, contrairement à l'Oxford, a conservé de freinage uniquement sur les roues arrière en standard, mais d'un système de frein avant est disponible pour un coût supplémentaire. Le châssis est nouveau et la suspension a évolué avec des ressorts à lames semi-elliptiques aux quatre roues et des amortisseurs Smiths à frottement de type ciseaux. Les freins sont commandés par tiges et ressorts entraînant des cames à l'intérieur du tambour. Il est intéressant de noter que les tambours de frein arrière comprennent deux ensembles de patins, dont l'un est relié directement à la commande de frein à main.
Le châssis a été modifié en 1931 pour être mis en conformité avec la Morris Major. Les roues à rayons deviennent une option pouvant remplacer les roues artillerie déjà installées.

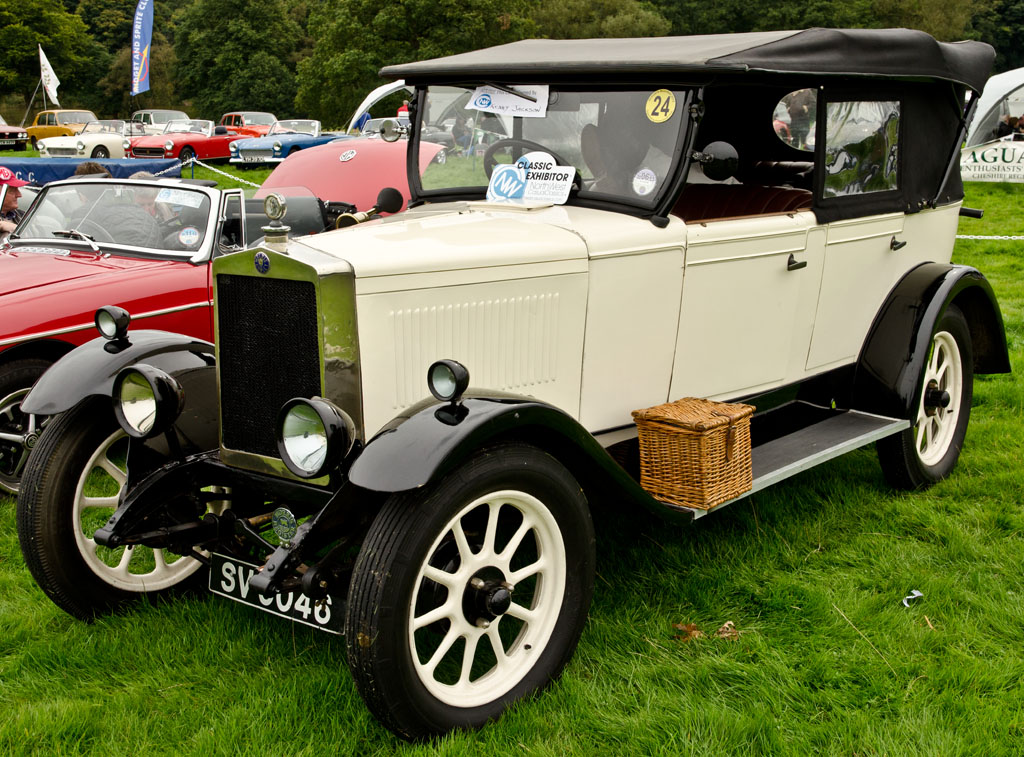
Randonneuse Quatre portes 1926
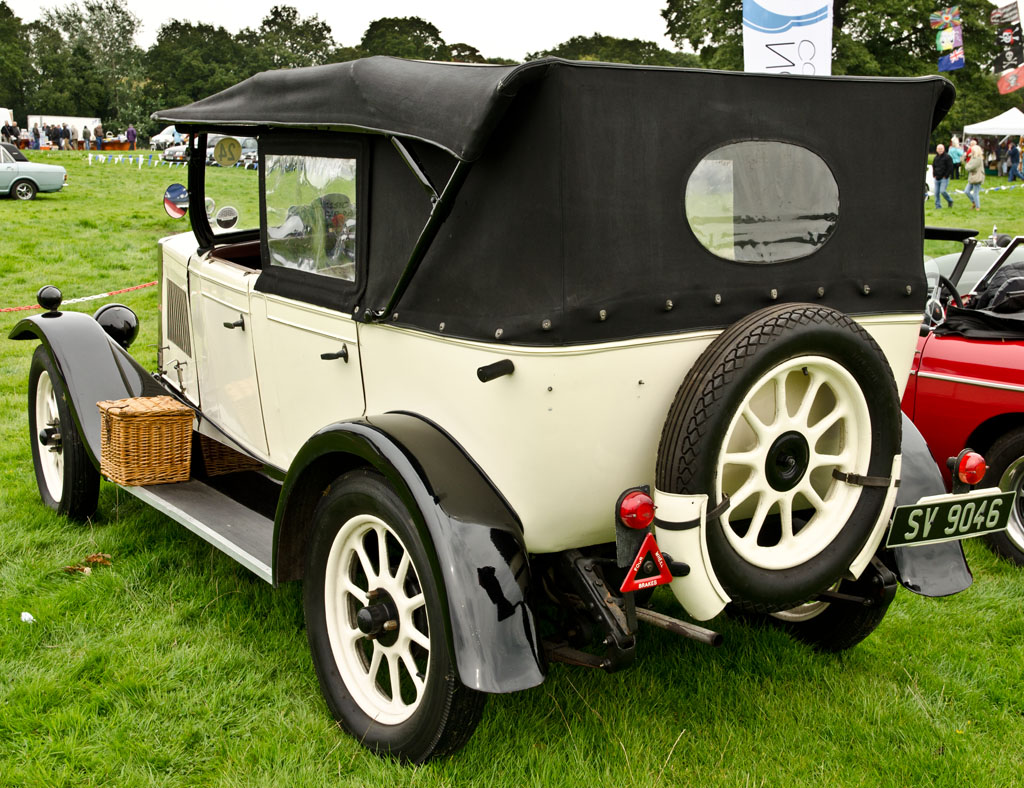
vue de l'arrière
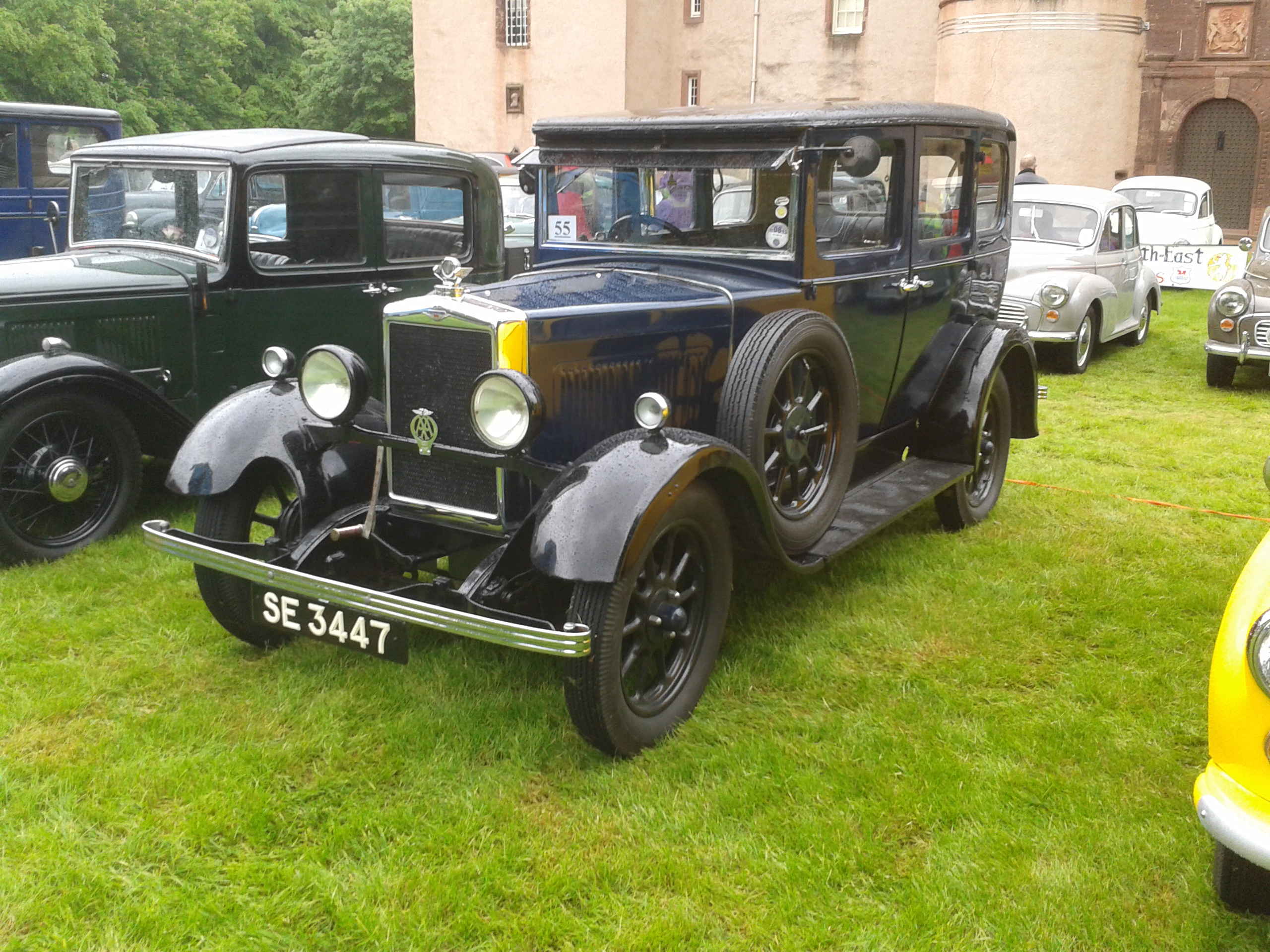
Berline 4 portes 6 vitres latérales de 1930
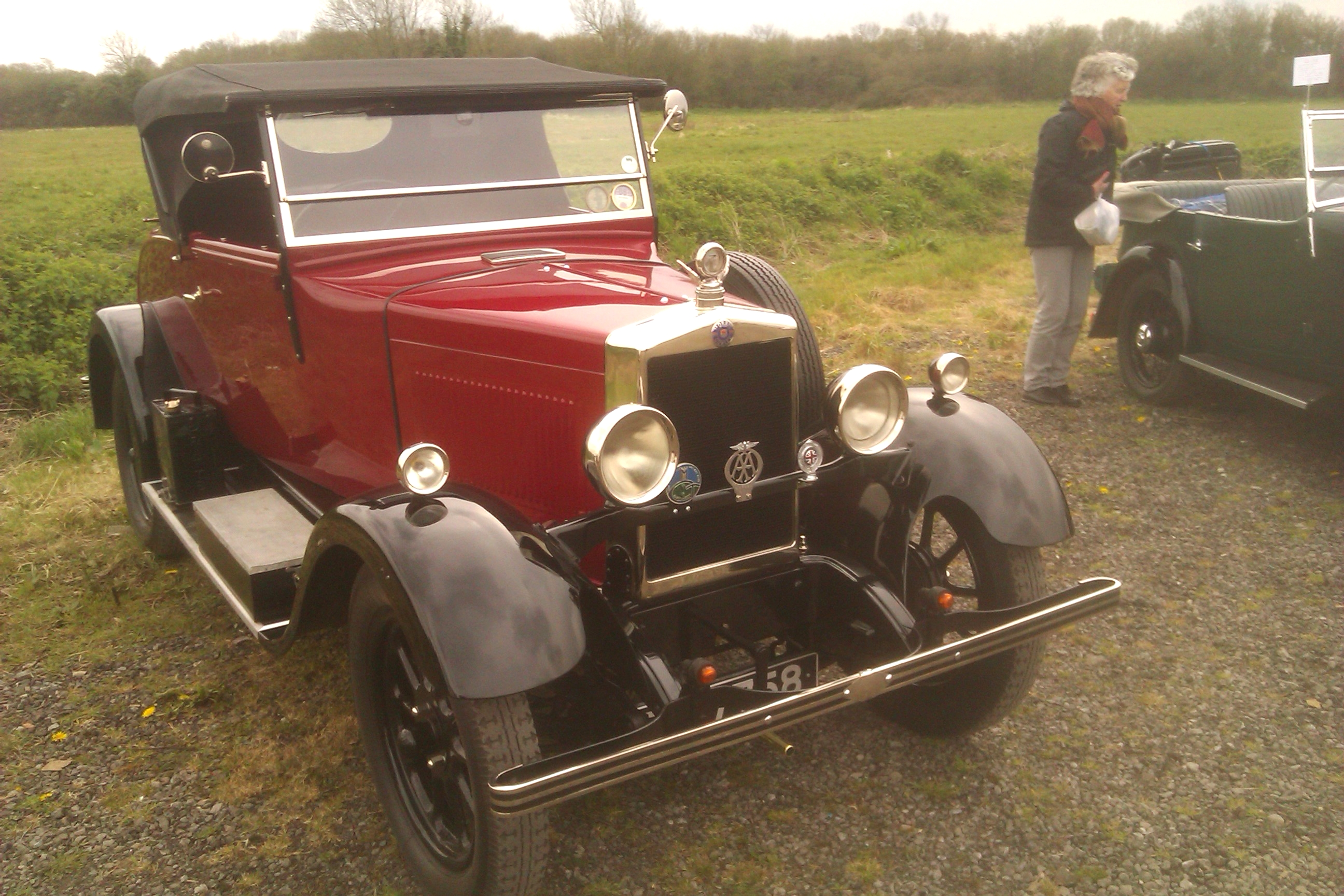
Randonneuse Deux places 1929
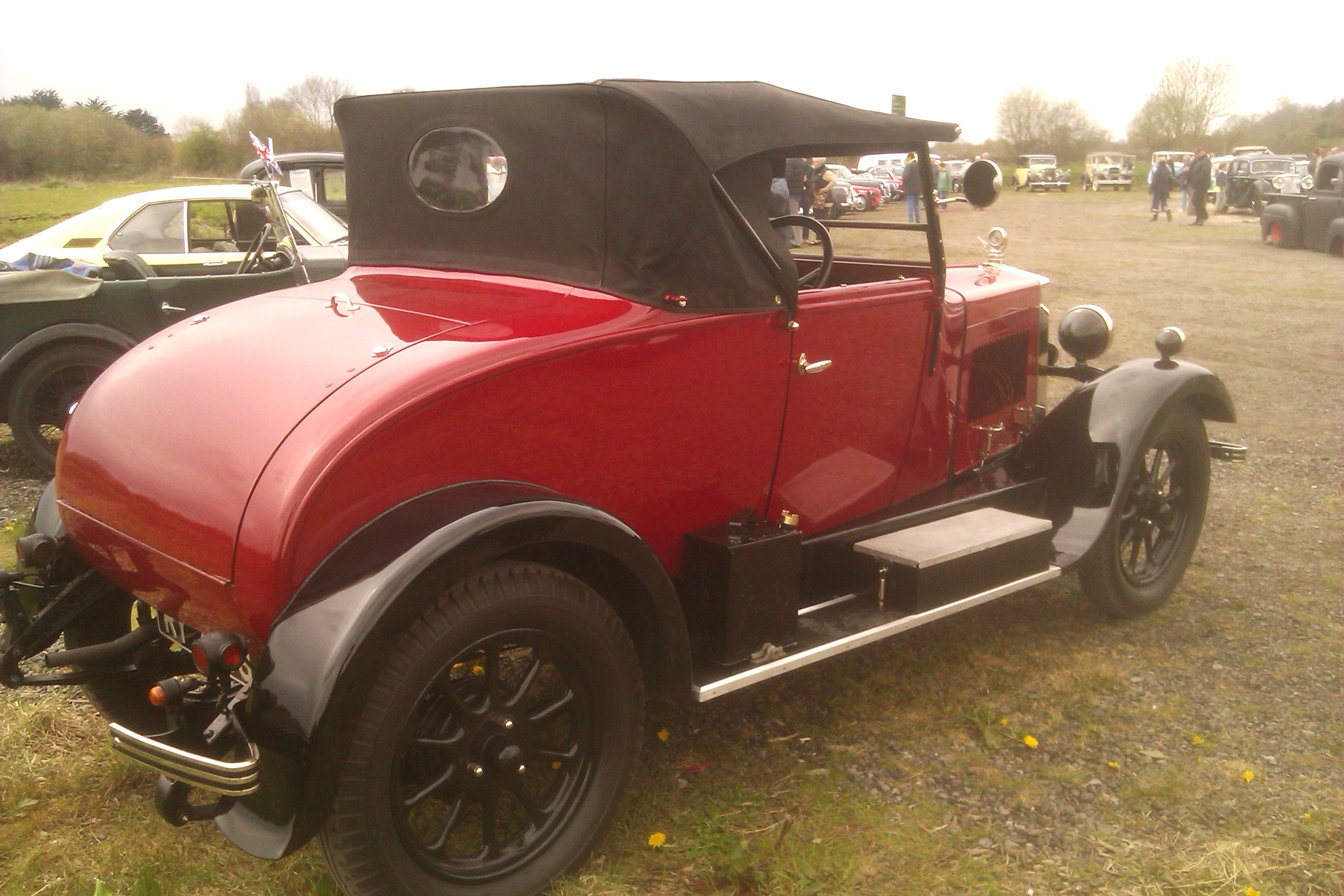
vue de l'arrière
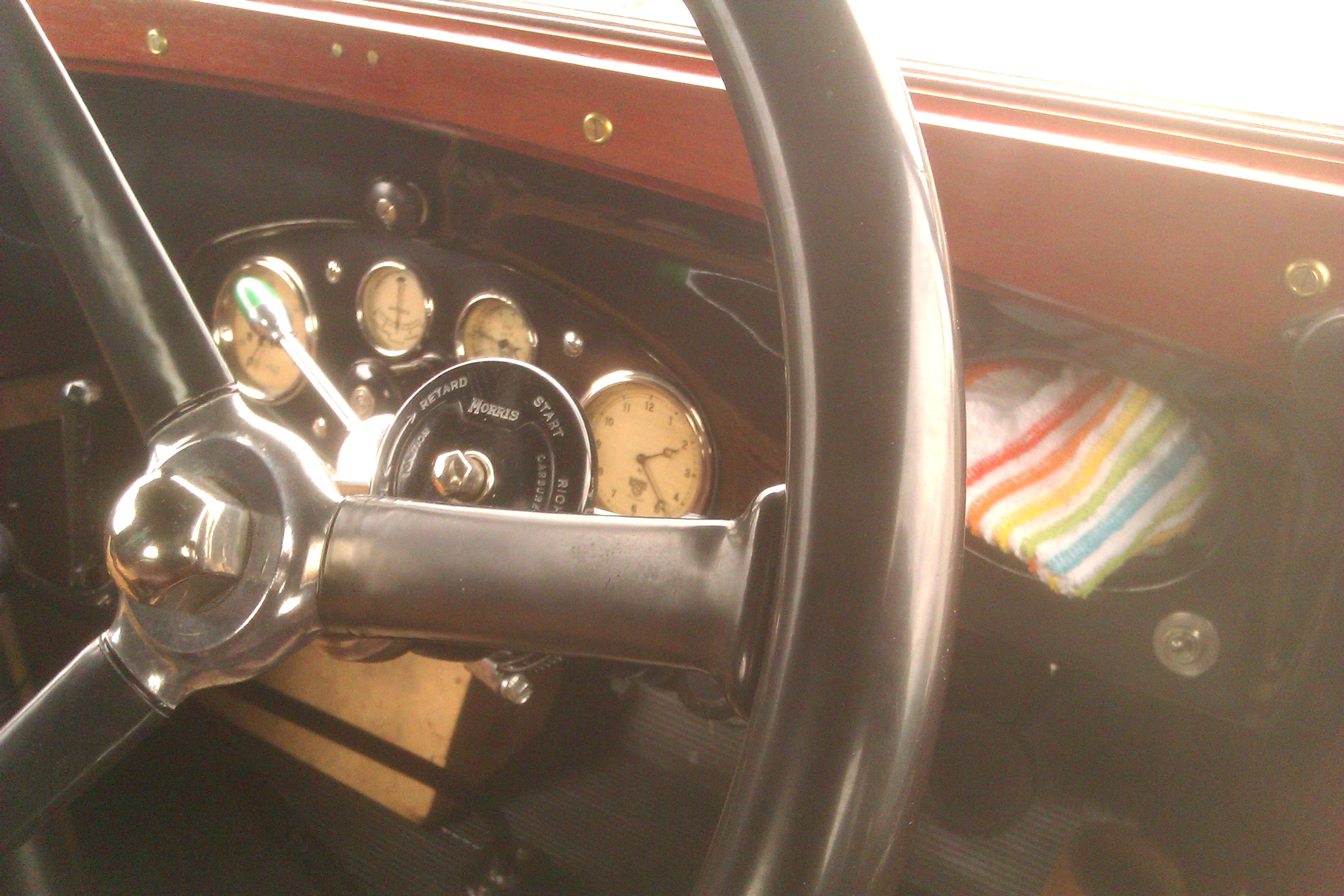
Instruments et commandes

## Morris Cowley (1931)
Une Cowley considérablement changée fut annoncée le 29 août 1931. Comme le reste de la gamme Morris, la carrosserie des six modèles Cowley fut redessinée pour donner un aspect plus agréable, avec un bord d'attaque "sans remous" à la mode au toit des voitures fermées. Les réservoirs d'essence sont maintenant situés à l'arrière du châssis, il y a une finition chrome à toutes les pièces lumineuses et des roues de type Magna (roues à rayon à fixation centrale) en standard. Le nouveau châssis donnait une carrosserie plus basse. Les ressorts avaient été rallongés et étaient plus résistants. De plus gros tambours de frein sont installés et les freins sont maintenant des Lockheed actionnés hydrauliquement. Il y avait un nouveau radiateur pour correspondre aux grandes roues à rayons. Les bielles sont maintenant en Duralumin. Une carrosserie coupé sport a été ajoutée à la gamme. Le moteur 11,9 ou 14/32 pouvait être commandé au même prix. Il n'y avait plus de randonneuse quatre places.

### Révisée
Une version révisée ("transformée", disait la publicité) à carrosserie abaissée et un nouveau moteur de 11,9 ch avec un nouveau radiateur en pente et toujours le même moteur de 1 548 cm3 fut annoncé le 28 août 1933, avec une boîte de vitesses synchronisée Twin-Top, un châssis cruciforme plus court et plus solide, la sellerie cuir, un extenseur de tirant sur le levier de vitesses, des fentes de pédale et un interrupteur principal de batterie (en cas d'incendie). Les voitures fermées reçurent un pare-soleil. L'équipement supplémentaire comprenait un pare-chocs avant et arrière, et une grille à bagages avec un filet à colis.

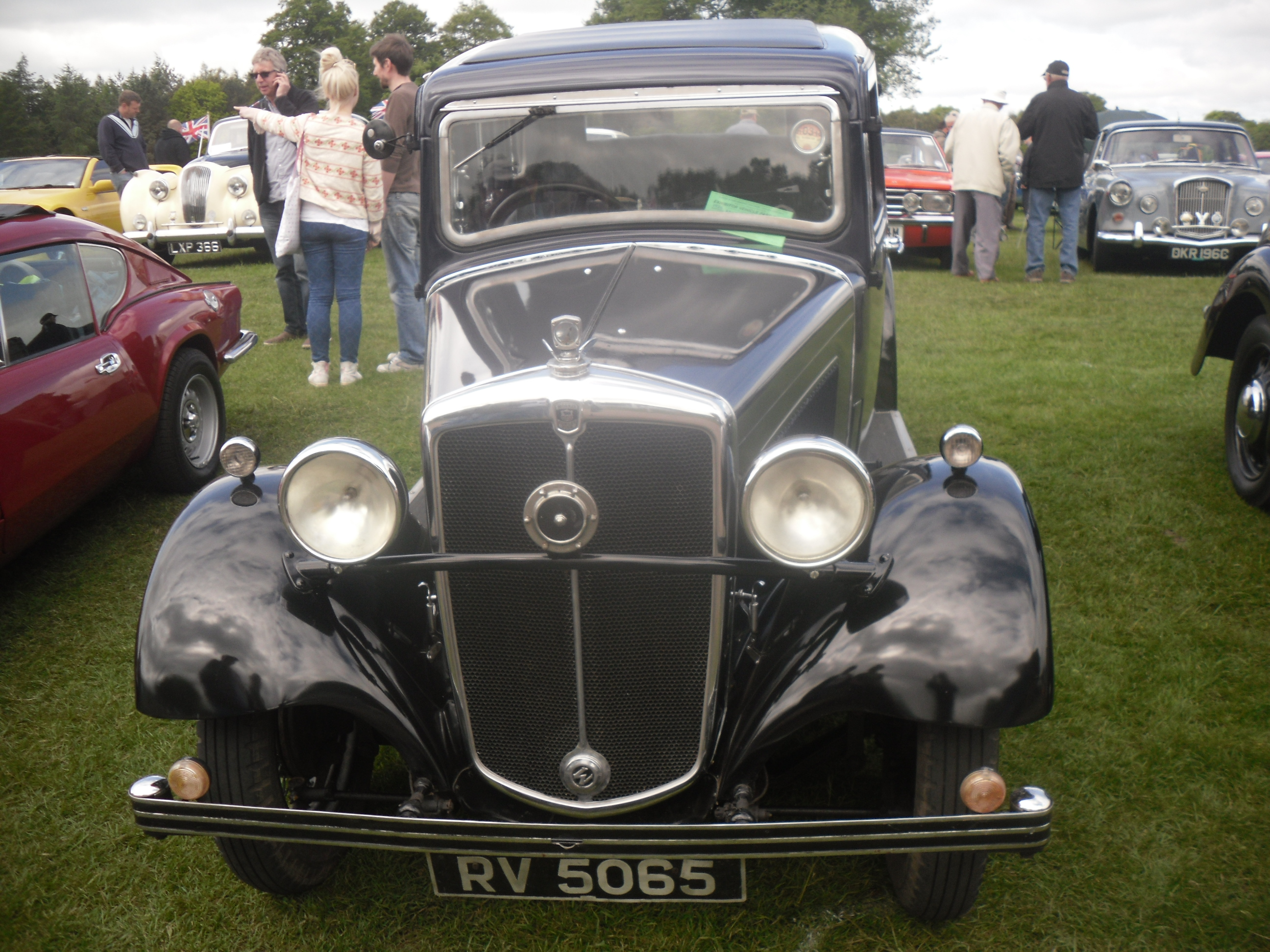
Le nouveau radiateur pour le nouveau moteur

### Morris 12
À partir de la fin 1934, cette voiture fut badgée Morris Douze Quatre.

## Morris Cowley Six
Annoncée le 28 août 1933 la Cowley Six de 1934 remplaça la Morris Major en gardant le même moteur six cylindres à soupapes latérales de 1 938 cm3, mais avec un nouveau châssis inférieur. Ainsi que toutes les autres voitures Morris, la Cowley a maintenant une boîte à quatre vitesses synchronisée, des phares plongeants, des amortisseurs hydrauliques, la sellerie cuir, des freins hydrauliques, le réservoir à essence à l'arrière, des indicateurs de direction, du verre de sécurité, un commutateur la batterie et l'allumage automatique. Il y avait une plus petite Morris Dix Six correspondante de 12 ch et 1 378 cm3.
Prix:
- Berline : 215 £ à toit fixe, ou 220 £ à toit coulissant
- Spécial coupé 265 £

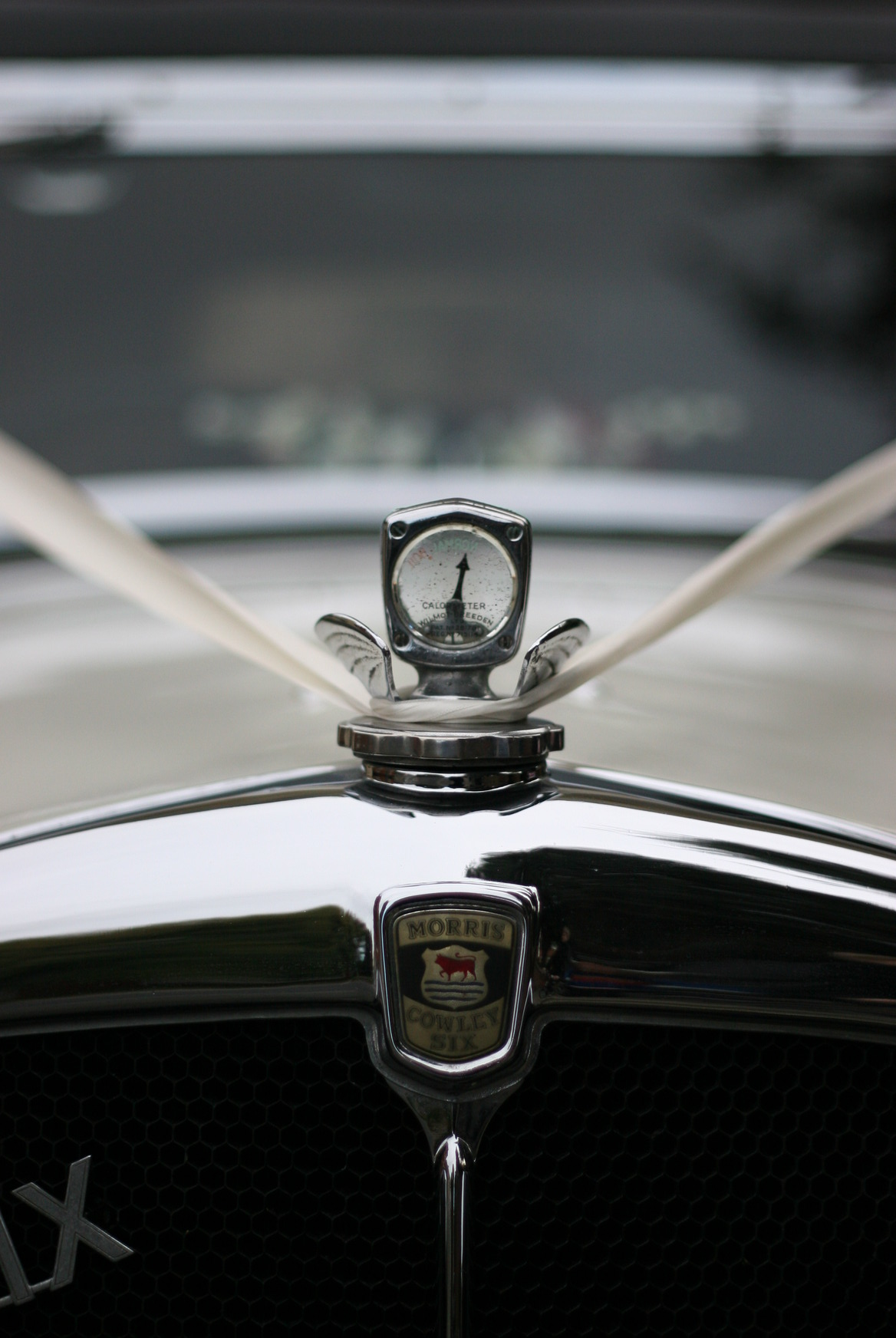
Insigne

La Cowley Six devint la Quinze-Six en 1935.

## Morris Cowley MCV (1950-1956)
Le nom Cowley n'est jamais apparu sur les véhicules commerciaux, mais devint une nomenclature associée en 1950, lorsque toute une gamme de véhicules commerciaux basés sur la Morris Oxford MO fut introduite. La Cowley MCV était disponible en versions van, pick-up et châssis-cabine. La camionnette 510 kg MCV était un remplacement de la camionnette Morris Y-series et avait une capacité de 3 400 litres, ou 3 900 litres sans le siège passager.

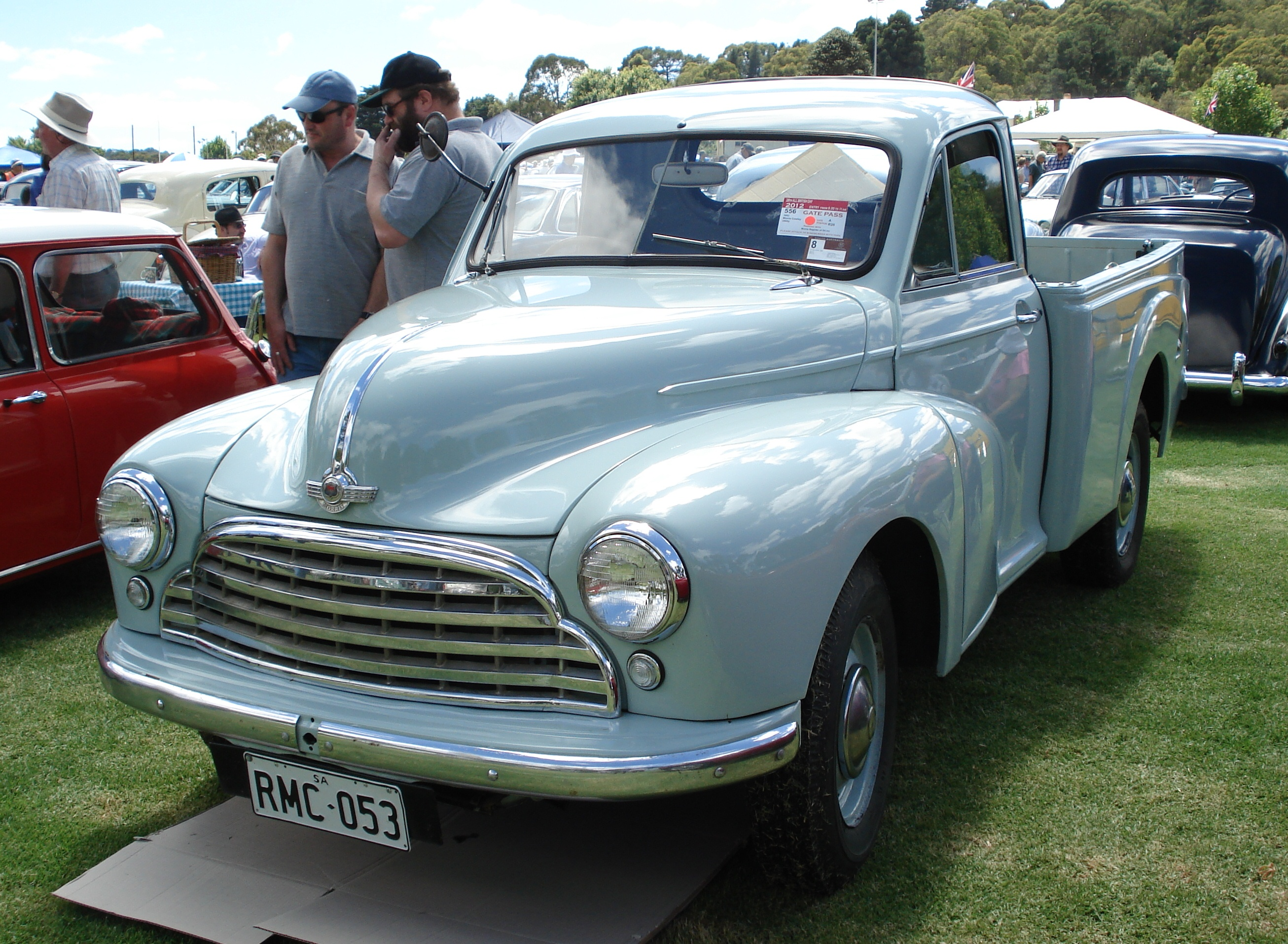
1953 Morris Cowley MCV pick-up, présentée en Australie où elle s'appelle Morris Cowley Utility

## ½-ton series III
La Morris d'une demi-tonne série III fut un véhicule commercial, une variante de la Morris Oxford série III. Elle fut introduits en 1956, en remplacement de la Morris Cowley MCV et était disponible en van, pick-up et châssis-cabine. La série III fut remplacée par une version Morris de la camionnette Austin A55 en 1962.
Les utilitaires n'ont jamais eu le capot de la série III ni ses cache-phares. De nouveau le Cowley nom n'est jamais apparu sur les véhicules et il est très probable que pas plus de gauche, de l'usine après 1960. Une robe de van basée sur ce véhicule apparaît dans le film de Peter Sellars, Mauvais Bras de la Loi.[réf. nécessaire]

## Morris Cowley 1954
En 1954, la Morris Cowley reçoit un quatre cylindres de voiture familiale routière produite de 1954 à 1959. Il s'agit essentiellement d'une version budget de la Morris Oxford série III avec moins de chrome, pas de chauffage, un pare-brise avant fixe et un tableau de bord simplifié.

### Morris Cowley 1200
Cette nouvelle Morris Cowley lancée le 14 juillet 1954 est un complément plus simple à plus petit moteur de la série Morris Oxford II lancée deux mois plus tôt. Le moteur de 1 200 cm3 B-Série était de nouvelle conception et également utilisé dans l'Austin A40 et la Nash Metropolitan. Sa puissance de sortie est de 42 ch à 4 500 tr/min.
La carrosserie monocoque était celle de la Morris Oxford série II à quatre portes, la Cowley partageant également sa suspension avant à torsion et son essieu arrière rigide, mais avec des tambours de frein de 203 mm sur les premiers modèles. Certains chromes extérieurs de l'Oxford sont supprimés afin de simplifier l'apparence et certains sont remplacés par de l'acier inoxydable. Le tapis intérieur est en plastique recouvert de feutre. Des déflecteurs sont montés à l'avant de la Cowley et les vitres descendent de la manière habituelle. La direction était du type à crémaillère classique. La voiture avait une vitesse maximale de plus de 113 km/h.
Le magazine britannique Motor a testé une berline Cowley en 1955, enregistrant une vitesse de pointe de 116 km/h et une accélération de 0 à 97 km/h en 31,5 secondes, pour une consommation de carburant 8,2 litres aux cent kilomètres. La voiture de l'essai coûtait 702 £, taxes comprises.

### Morris Cowley 1500
Le 12 octobre 1956, il fut annoncé que le moteur 1 200 cm3 avait été remplacé par celui plus grand, de 1,5 L (1 489 cm3) de l'Oxford et le style extérieur modifiée dans le sens de la Morris Oxford Série III.